# Meriania franciscana
Meriania franciscana är en tvåhjärtbladig växtart som beskrevs av C.Ulloa och Homeier. Meriania franciscana ingår i släktet Meriania och familjen Melastomataceae. Inga underarter finns listade i Catalogue of Life.